# Our Movie
Our Movie (en hangul, 우리 영화; romanización revisada, Uri yeonghwa) es una serie de televisión surcoreana. Es un melodrama en doce capítulos escrito por Han Ga-eun y Kang Kyung-min, dirigido por Lee Jung-heum, y protagonizado por Namkoong Min y Jeon Yeo-been. Se emite en el canal SBS del 13 de junio al 19 de julio de 2025. También está disponible internacionalmente en la plataforma Disney+.

## Sinopsis
Lee Je-ha es un director de cine que, tras un exitoso debut, atraviesa una crisis creativa y personal. EL productor Boo Seung-won le persuade para que haga una nueva versión de una película titulada White Love, que dirigió en el pasado el padre de Je-ha, una gloria del cine. Para atraer inversores, llaman a Cha Seo-young, exnovia de Je-ha que protagonizó su trabajo de debut, y que ahora es una estrella del cine. Pero la vida de Je-ha da un giro cuando conoce en una audición a Lee Da-eum, una aspirante a actriz que sufre una enfermedad terminal, y la elige como su protagonista. Así colaboran en White Love, covertida en un proyecto cinematográfico que refleja sus realidades, mientras desarrollan una conexión profesional, romántica y emocional.

## Reparto

### Principal
- Namkoong Min como Lee Je-ha, que se convirtió en director de cine siguiendo los pasos de su padre, un gigante de la industria cinematográfica. Tras un gran éxito mundial con su debut sufre la maldición de la segunda obra, y cinco años después de aquel decide rehacer White Love, una película que dirigió su padre con guion, como descubre después, de su madre.[3][4]
- Jeon Yeo-been como Lee Da-eum, una aspirante a actriz que sufre una rara enfermedad terminal. Tras una audición se convierrte en la protagonista de la película White Love: al final de su vida persigue un sueño corto pero intenso. Pese a su enfermedad, vive cada día con una actitud brillante y alegre. Es la hija de Jeong-hyo.[5][6][7]

### Secundario

#### Reparto técnico y artístico deWhite Love
- Seo Hyun-woo como Boo Seung-won, productor de la película White Love. Es una persona talentosa que encuentra encanto incluso en objetos que todos consideran ordinarios. Seung-won y Je-ha comparten el mismo objetivo de hacer una película que sea amada por el público, pero tienen diferentes puntos de vista sobre la autenticidad, la perfección y el éxito de taquilla de la película.[8][9]
- Lee Seol como Chae Seo-young, una actriz que es la estrella indiscutible de la industria cinematográfica coreana, ahora con un papel secundario, el de Jeong-hwa en la película White Love. Fue la protagonista de la anterior película de Je-ha, hace cinco años. Ambos formaron una escandalosa pareja en ese tiempo.[10][11]
- Seo Yi-seo como Kim Jung-woo, un actor popular que debutó en la primera obra de Lee Je-ha y ahora tiene el papel de Hyun-sang, el protagonista masculino en la película White Love. Experimenta una crisis cuando su novia, Chae Seo-young, aparece en la misma obra como actriz secundaria.[12][13]
- Seo Jeong-yeon como Go Hye-young, directora ejecutiva de Beyond Entertainment, la agencia de la actriz Chae Seo-young. Es una persona talentosa que ha descubierto a numerosas estrellas gracias a su excepcional capacidad de planificación y su serenidad. Con sus veinte años de experiencia, se ha forjado una sólida posición en la industria del cine.[14][13]
- Kim Eun-bi como Yoo Hong, la asistente de dirección en la película White Love.[15]
- Park Eun-woo como Nam Jae-in, enfermero en White Love. Exactor infantil, fue compañero de Da-eum y Kyo-young en el departamento de teatro y cine durante sus años universitarios.[15]
- Heo Jeong-do como Ji Cheol-min, el director de fotografía de la película White Love, un talentoso director de fotografía con el que todos en la industria quieren trabajar; por eso Je-ha dedicó gran esfuerzo en reclutarlo como prioridad absoluta.
- Joo Min-kyung como Jo Jin-mi, maquilladora de la película White Love, a la cabeza del mejor equipo de maquillaje de la industria. Su lema en el trabajo es no tener citas.

#### Entorno de Da-eum
- Kwon Hae-hyo como Lee Jeong-hyo, padre de Da-eum; es profesor en el Centro de Genética del Hospital Universitario de Corea. Tras perder a su esposa por una rara enfermedad genética, lucha por salvar a su hija, quien padece la misma enfermedad.[13][16]
- Oh Kyung-hwa como Kwak Kyo-young, el alma gemela de Da-eum.[15]
- Lee Joo-seung como Lim Jun-byeong, chef del restaurante Im, representante de Da-eum. Ha estado conectado con Lee Je-ha desde la infancia y, a petición suya, asume la representación de Lee Da-eum.[17][16][18]
- Jang Jae-ho como Kim Min-seok, médico de cabecera de Da-eum y discípulo del padre de esta, Jeong-hyo; trabaja como profesor del Hospital Universitario de Corea. Además, es el asesor para temas médicos de White Love.[19]
- Oh Min-ae como Hwang Mi-seon, la madre de Kyo-young.[15][20]

#### Entorno de Je-ha
- Kim Jae-cheol como Lee Du-yeong, el padre de Je-ha.[21]
- Lee Sang-hee como Yoo Eun-ae, la madre de Je-ha, la autora original de la película White Love.

#### Otros
- Moon Sung-keun como Kim Hyeon-cheol, el protagonista masculino de la película original White Love, y amigo cercano del padre de Je-ha, el director Lee Du-yeong.
- Jeon Seok-chan como Noh Hee-tae, periodista de espectáculos especializado en mercadeo viral, considerado una figura clave en la industria del entretenimiento. Es socio del productor Seung-won.[15]
- Ye Soo-jung como Kim Jin-yeo, la protagonista femenina de la película original White Love, una actriz de los años noventa que apareció en una serie de obras de Lee Du-yeong, el padre de Je-ha, y fue admirada por el público y la crítica, alcanzando la mayor popularidad de su época. Al mismo tiempo, causó sensación al protagonizar escándalos con el propio Lee Du-yeong. Después de White Love se retiró repentinamente del cine, dejando tras de sí muchas especulaciones y misterios.[22]
- Han Jong-hoon como Han Seong-ho, director general de Youngjin Venture Investment Company, una subsidiaria del Grupo Youngjin dedicada a la inversión en negocios cinematográficos. Sin embargo, no tiene ningún interés por el cine ni sabe nada de él, sino que lo aborda desde una perspectiva empresarial. Todo eso complica su relación con el productor de la película, Boo Seung-won.[23]
- Son Byeong-wook como el director Park, que piensa en Lee Je-ha como su rival. Es un director exitoso que causa problemas con su astucia y su terquedad.[24]
- Park Hyo-eun como Park Min-hee.[15]

### Apariciones especiales
- Moon So-ri como la madre de Da-eum.[25]
- Kim Hye-jun como la actriz protagonista de la película.
- Kang Hoon como el actor masculino en la película.

## Producción
Our Movie es una coproducción de Studio S y Beyond J para SBS. Está escrita por Han Ga-eun y Kang Kyung-min, y dirigida por Lee Jung-heum, quien dirigió anteriormente el telefilme I'm After You en 2015, también para SBS, y las series Distorted (SBS, 2017) e Inspector Koo (JTBC, 2021). La serie estaba programada inicialmente para su emisión en tvN, pero en septiembre de 2024 medios periodísticos informaron del cambio a SBS. Lee la presentó como «un drama sin adornos», sin una dirección ostentosa, sino centrada en la «delicada interioridad de los personajes». 
El 2 de julio de 2024 la agencia de Namkoong Min, 935 Entertainment, comunicó que estaba considerando positivamente su partticipación en la serie Our Movie. Al día siguiente, un portavoz de tvN, donde aún estaba programada la serie, declaró que también Jeon Yeo-been había recibido una oferta similar y la había aceptado. Es el primer melodrama romántico en que trabajan juntos ambos actores. El 20 de agosto se añadió el nombre de Lee Seol. El 27 de septiembre el equipo de producción de la serie anunció que Namkoong Min y Jeon Yeo-been habían confirmado su participación como protagonistas de la misma.
El 12 de mayo el equipo de producción de Our Movie lanzó un cartel de avance, que muestra primeros planos de los dos protagonistas. La presentación de producción se llevó a cabo el 10 de junio en el CGV Yongsan I-Park Mall en Seúl, con la asistencia del director Lee Jung-heum y los actores Namgoong Min, Jeon Yeo-been, Lee Seol y Seo Hyun-woo. El 10 de junio se llevó a cabo un preestreno para los fanes, al que asistió buena parte del elenco de actores además del director. Hubo al final un turno de preguntas del público y una ceremonia de entrega de regalos.
En ámbito internacional, la serie está disponible en la plataforma Disney+, donde se estrenó el mismo día que en Corea del Sur, 13 de junio.

## Banda sonora original
| Parte | Fecha de publicación                                                                                             | Título | Letra | Música | Artista | Dur. | Ref. |
| ----- | --- | --- | --- | --- | --- | --- | --- |
| 1     | 14 de junio de 2025                                                                                              | «MiMi» | CIFIKA | CIFIKA | CIFIKA | 4:38 | [ 35 ] |
| 2     | 20 de junio de 2025                                                                                              | «Let Her Stay»                                                                                                   | 4BOUT | 4BOUT, Hwan, KIME                                                                                                | 4BOUT | 4:20 | [ 36 ] |
| 3     | 21 de junio de 2025                                                                                              | «Piece of Me» | Sam Ock | Sam Ock | Sam Ock | 4:40 | [ 37 ] |
| 4     | 28 de junio de 2025                                                                                              | «Unknown» | Seo Ja-young | Huze, Seo Ja-young, Ha Hyeong-eon                                                                                | Seo Ja-young | 3:18 | [ 38 ] |
| 5     | 4 de julio de 2025                                                                                               | «Picture Perfect»                                                                                                | sh | sh | Hyojeong | 3:00 | [ 39 ] |
| 6     | 5 de julio de 2025                                                                                               | «Panorama Love»                                                                                                  | Lee Jung-jae | Lee Jung-jae | Lee Jung-jae (ALEPH)                                                                                             | 3:10 | [ 40 ] |
| 6     | 5 de julio de 2025                                                                                               | «The Arrow and the Song»                                                                                         | Lee Jung-jae | Lee Jung-jae | Lee Jung-jae (ALEPH)                                                                                             | 2:56 | [ 40 ] |
| 7     | 12 de julio de 2025                                                                                              | «Love Me More»                                                                                                   | Lindy Robbins, Scott Quinn, Ruxley                                                                               | Lindy Robbins, Scott Quinn, Ruxley                                                                               | Dasutt | 3:24 | [ 41 ] |
| Notas | Las canciones de la banda sonora (excepto las de la parte 6) tienen una versión instrumental de igual duración . | Las canciones de la banda sonora (excepto las de la parte 6) tienen una versión instrumental de igual duración . | Las canciones de la banda sonora (excepto las de la parte 6) tienen una versión instrumental de igual duración . | Las canciones de la banda sonora (excepto las de la parte 6) tienen una versión instrumental de igual duración . | Las canciones de la banda sonora (excepto las de la parte 6) tienen una versión instrumental de igual duración . | Las canciones de la banda sonora (excepto las de la parte 6) tienen una versión instrumental de igual duración . | Las canciones de la banda sonora (excepto las de la parte 6) tienen una versión instrumental de igual duración . |

## Audiencia
Antes de su estreno, la serie creó gran interés entre los espectadores por la calidad del reparto de actores, tal y como se reflejó en las redes sociales. El primer episodio registró un índice de audiencia nacional del 4,2 %, considerado una buena base de partida por algunos comentaristas televisivos, que destacaron la labor de los dos protagonistas: «desde el primer episodio, Our Movie llamó la atención por su dirección llena de belleza visual y las excelentes actuaciones de los actores».
| Temporada | Temporada | Episodio número | Episodio número | Episodio número | Episodio número | Episodio número | Episodio número | Episodio número | Episodio número | Episodio número | Episodio número | Episodio número | Episodio número | Promedio |
| Temporada | Temporada | 1               | 2               | 3               | 4               | 5               | 6               | 7               | 8               | 9               | 10              | 11              | 12              | Promedio |
| --------- | --------- | --------------- | --------------- | --------------- | --------------- | --------------- | --------------- | --------------- | --------------- | --------------- | --------------- | --------------- | --------------- | -------- |
|           | 1         | 739             | 541             | 687             | 615             | 646             | 571             | 618             | 609             | 634             | 651             | 591             | 756             | 638      |

| Episodio | Fecha de emisión    | Índices de audiencia (Nielsen Korea) | Índices de audiencia (Nielsen Korea) |
| Episodio | Fecha de emisión    | Nacional                             | Seúl                                 |
| --- | ------------------- | ------------------------------------ | ------------------------------------ |
| 1 | 13 de junio de 2025 | 4,2 % (11.ª)                         | 4,5 % (9.ª)                          |
| 2 | 14 de junio de 2025 | 3,0 % (16.ª)                         | 3,3 % (12.ª)                         |
| 3 | 20 de junio de 2025 | 4,0 % (14.ª)                         | 3,9 % (15.ª)                         |
| 4 | 21 de junio de 2025 | 3,4 % (15.ª)                         | 3,4 % (14.ª)                         |
| 5 | 27 de junio de 2025 | 3,7 % {13.ª)                         | 3,9 % (9.ª)                          |
| 6 | 28 de junio de 2025 | 3,2 % (15.ª)                         | 3,6 % (9.ª)                          |
| 7 | 4 de julio de 2025  | 3,6 % (15.ª)                         | 4,0 % (12.ª)                         |
| 8 | 5 de julio de 2025  | 3,3 % (14.ª)                         | 3,8 % (6.ª)                          |
| 9 | 11 de julio de 2025 | 3,8 % (15.ª)                         | 4,0 % (11.ª)                         |
| 10 | 12 de julio de 2025 | 3,9 % (11.ª)                         | 4,5 % (6.ª)                          |
| 11 | 18 de julio de 2025 | 3,5 % (13.ª)                         | 3,9 % (12.ª)                         |
| 12 | 19 de julio de 2025 | 4,1 % (12.ª)                         | 4,4 % (9.ª)                          |
| Promedio | Promedio            | 3,6 %                                | 3,9 %                                |
| - En la tabla superior, los números azules representan las calificaciones más bajas y los números rojos representan las más altas. |                     |                                      |                                      |